# Michael Heseltine
Michael Ray Dibdin Heseltine, sedan 2001 Baron Heseltine, född 21 mars 1933 i Swansea, Wales, är en brittisk politiker (konservativa partiet). Han var minister i Margaret Thatchers regering 1979–1986, i John Majors regering 1990–1997 och parlamentsledamot för valkretsen Henley-on-Thames i Oxfordshire 1974–2001.

## Biografi
Heseltine blev 1979 miljöminister i Thatchers nybildade regering. Han blev 1983 försvarsminister, en post som han lämnade i protest den 9 januari 1986 (han lämnade då även regeringen). Anledningen till avgången var en pågående debatt om ett brittiskt helikopterföretag (Westlandaffären). Heseltine var för en europeisk lösning för att rädda företaget Westland Aircraft från konkurs, medan Margaret Thatcher ville ha en fusion med ett amerikanskt företag. Heseltines avgång ansågs även vara ett stort bakslag för hela regeringen.
Heseltines okonventionella politikerstil och stundtals snabba och temperamentsfulla handlande gav honom smeknamnet ”Tarzan” i brittiska medier och politikerkretsar.
Efter att Thatchers stöd inom det egna partiet minskat under 1990, utmanades hon av Heseltine om posten som partiledare på hösten samma år. Även andra kandidater började samtidigt segla upp. När det stod klart efter en sondering inom partiet att Thatcher inte hade tillräckligt stöd för att omväljas som partiledare, tvingades hon avgå den 28 november. Hennes efterträdare blev dock inte Heseltine, utan John Major som efter hand vunnit allt mer stöd inom den mer thatcheristiska falangen.
I John Majors regering var Heseltine miljöminister 1990–1992, handels- och näringsminister 1992–1995 och biträdande premiärminister 1995–1997.
Under senare delen av 1990-talet pläderade Heseltine i sällskap med framträdande Labourpolitiker som Tony Blair och Gordon Brown för att Storbritannien skulle införa euron som valuta.
Heseltine är även affärsman och beräknades 2004 ha en förmögenhet på 240 miljoner brittiska pund.